# バンス島

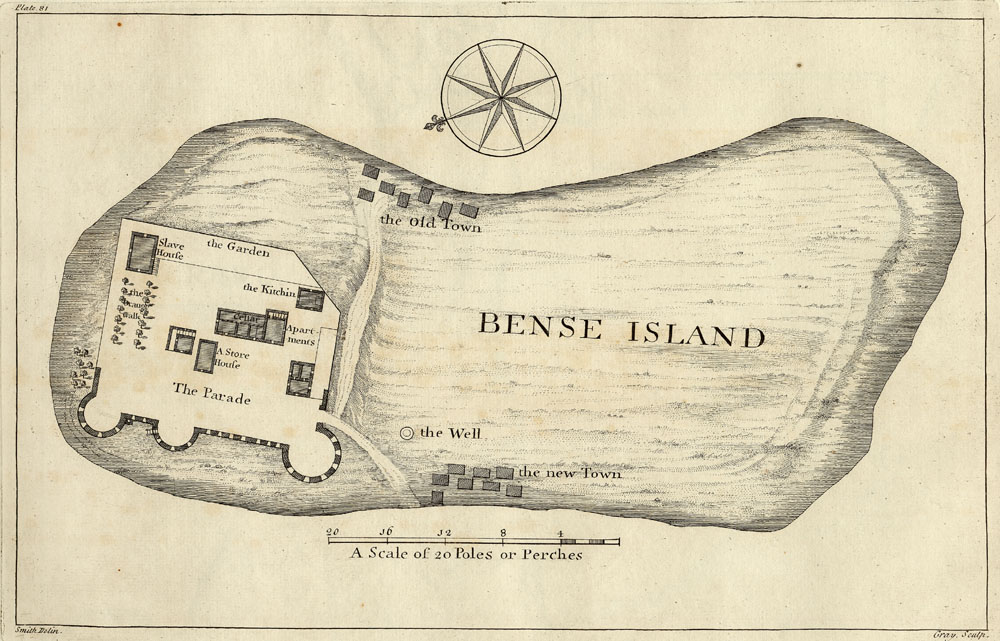
バンス島の地図(1762)

バンス島 （Bunce Island） は、西アフリカシエラレオネのフリータウン近く、ロケ川の河口にある島である。
1663年にイギリスが貿易の中継地点としてバンス島に要塞を築き利用していた。1670年にはイギリスの西アフリカ殺倉海岸における最大の貿易地点として設立した。1702年にはイギリスが島に築いた要塞がフランス軍により攻撃破壊された。その後、要塞は再建されたものの、オランダやポルトガルが占領し、再びイギリスの占領下になった。1719年にフランス軍の攻撃にあっていた、イギリスの王立アフリカ会社がシエラレオネにあるヨーク島からバンス島に拠点を移転、しかし、1728年にポルトガルがバンス島の要塞を破壊、それに従い、王立アフリカ会社はシエラレオネから撤退した。その後、1750年に王立アフリカ会社が島に残した要塞はグランド・サージェント・オズワルド会社の手に渡り、同年から1800年のバンス島は奴隷貿易の主要積出港として使われ、奴隷達はアメリカ合衆国やカリブ海の小アンティル諸島の島々に送られていった。アメリカのサウスカロライナ州に住むガラ族の子孫の黒人は、この島から送られてきたといわれている。アメリカの元国務長官コリン・パウエルがバンス島を訪問した時、「自分はアメリカ人だが、今はただのアメリカ人ではない。この大地で自分のルーツを感じる。自分はアフリカ人でもあるということに誇りすら感じる。」と述べた。現在バンス島にある要塞などの遺跡を保護しようと、国が尽力している。